# Ommata carinicollis
Ommata carinicollis är en skalbaggsart som beskrevs av Dmytro Zajciw 1963. Ommata carinicollis ingår i släktet Ommata och familjen långhorningar. Inga underarter finns listade i Catalogue of Life.